# Автономная Республика Северного Эпира
Автоно́мная Респу́блика Се́верного Эпи́ра (греч. Αυτόνομος Δημοκρατία της Βορείου Ηπείρου, Афто́номос Димократи́а тис Вори́у Ипи́ру) — самопровозглашённое государство, созданное 28 февраля 1914 года после Балканских войн, греками, жившими в Южной Албании (Северный Эпир).
Регион, известный как Северный Эпир, со значительным греческим населением, был занят греческой армией во время Первой Балканской войны (1912—1913). Флорентийский протокол, однако, предполагал передать эту территорию новому албанскому государству. Это решение было отвергнуто местными греками, и, как только греческая армия заняла территорию, было создано автономное правительство в Аргирокастроне (греч. Αργυρόκαστρον, сегодня Гирокастра) под руководством Георгиоса Христакиса-Зографоса, выдающегося местного греческого политика и бывшего министра иностранных дел, и с молчаливой поддержкой Греции.
В мае 1914 года автономия была подтверждена великими державами в Корфском протоколе. Соглашение подтвердило, что регион будет иметь свою собственную администрацию, признаются права местного населения, но при условии номинального подчинения Албании. Тем не менее, оно не было реализовано, потому что в августе правительство Албании было свергнуто. Греческая армия повторно оккупировала эту территорию после начала Первой мировой войны (октябрь 1914). Предполагалось, что Северный Эпир будет передан Греции после войны, но вмешательство Италии, поддержавшей Албанию и поражение Греции в малоазийской кампании привела к окончательной уступке территории в пользу Албании в ноябре 1921 года. В 1925 году граница Албании была зафиксирована во Флорентийском протоколе и Греция отказалась от каких-либо претензий на Северный Эпир.

## Предисловие

### Северный Эпир и Балканские войны
В марте 1913 года, во время Первой Балканской войны, греческая армия после прорыва при Бизани османских укреплений освободила Янину. Перед этим 5 ноября 1912 года была взята Химара. В конце войны греческие вооружённые силы контролировали бо́льшую часть исторической области Эпир, достигнув линии от Кераунских гор на Ионическом побережье до озера Преспа на востоке.
На тот момент албанское движение за независимость только набирало обороты. 28 ноября 1912 года, во Влёре, Исмаил Кемали провозгласил независимость Албании, также было образовано Временное правительство, которое, впрочем, контролировало лишь территорию вокруг Влёры. В то же время османский генерал и этнический албанец Эссад-паша Топтани неожиданно провозгласил Республику Центральной Албании, со столицей в Дурресе. Однако многие албанские фисы всё ещё делали ставку на сохранение османской власти на Балканах. Бо́льшая часть территории, которая позже вошла в состав Албанского государства, была занята греками на юге и сербами на севере.

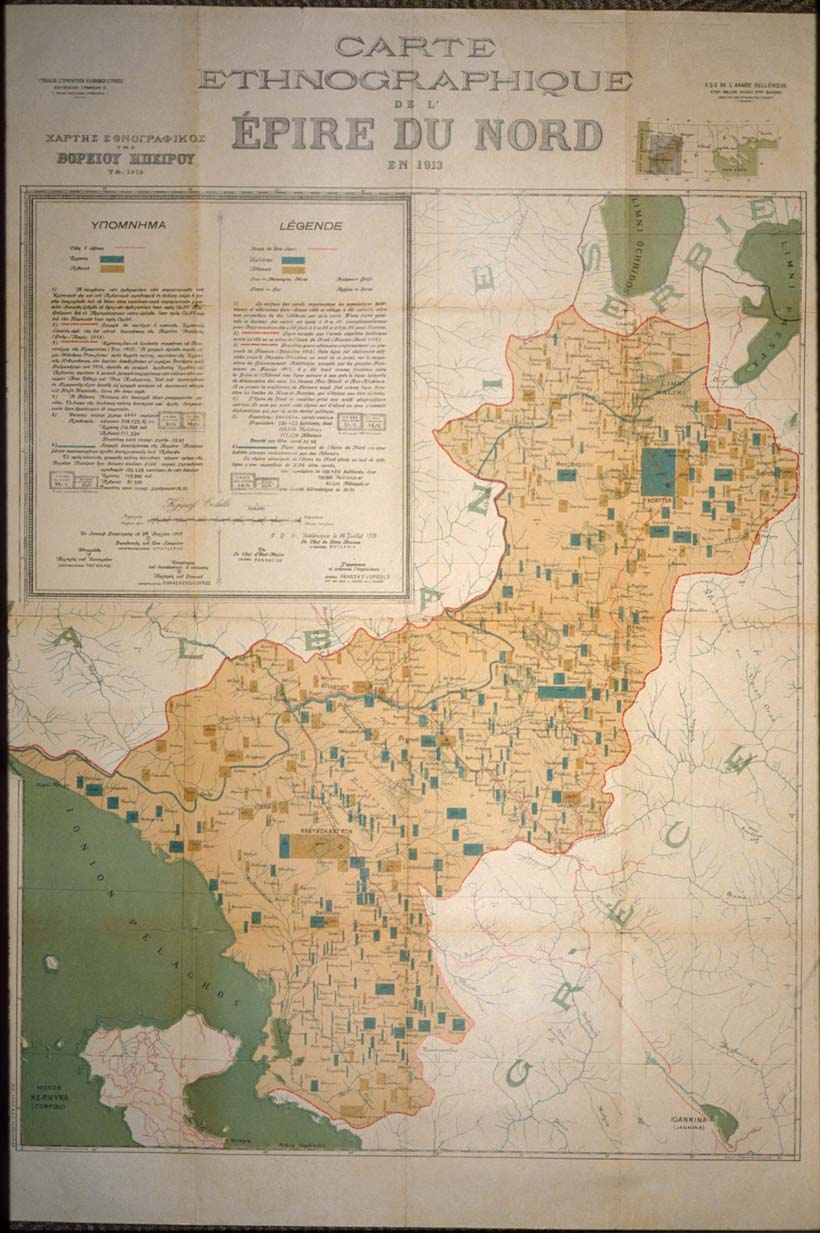
Этнографическая карта Северного Эпира на 1913 год, представленная Грецией на Парижской мирной конференции, 1919 год

Последняя османская перепись населения, проведённая в 1908 году, выявила наличие в данном регионе 148 000 православных христиан и 75 000 мусульман. По тогдашним оценкам, от 80 000 до 97 000 человек говорили исключительно по-гречески. Другая часть православной общины была двуязычна, используя албанское патуа у себя дома и греческий для культурной, торговой и хозяйственной деятельности. Кроме того, эти люди имели греческое национальное самосознание и поддерживали сепаратистское движение. Учитывая вышеперечисленные условия, вероятность поддержки Северным Эпиром Албанского правительства была сомнительна.

### Демаркация греко-албанской границы
Концепцию независимого Албанского государства поддерживали крупные европейские державы, особенно Австро-Венгрия и Италия. Оба этих государства стремились контролировать Албанию, которая, по словам министра иностранных дел Италии, Томмазо Титтони, предоставила бы итальянцам «неоспоримое преимущество в Адриатическом море». Захват черногорцами Шкодера и возможность проведения греческой границы в нескольких километрах к югу от Влеры вызвала сильное сопротивление этих государств.
В сентябре 1913 года была созвана Международная комиссия европейских государств для определения границы между Грецией и Албанией. Вследствие итальянского и австро-венгерского давления было определено, что регион Северный Эпир должен отойти к Албании.

### Флорентийский протокол
При демаркации греко-албанской границы, согласно условиям Флорентийского протокола от 17 декабря 1913 года, регион отходил к Албании. Так, 21 февраля 1914 года послы Великих держав вручили ноту правительству Греции с требованием эвакуации греческой армии из этого края. Премьер-министр Элефтериос Венизелос принял требование Великих держав в надежде на помощь в решении другой проблемы Греции — признания греческого суверенитета над Северо-Восточными островами Эгейского моря.

## Реакция Северного Эпира

### Декларация независимости

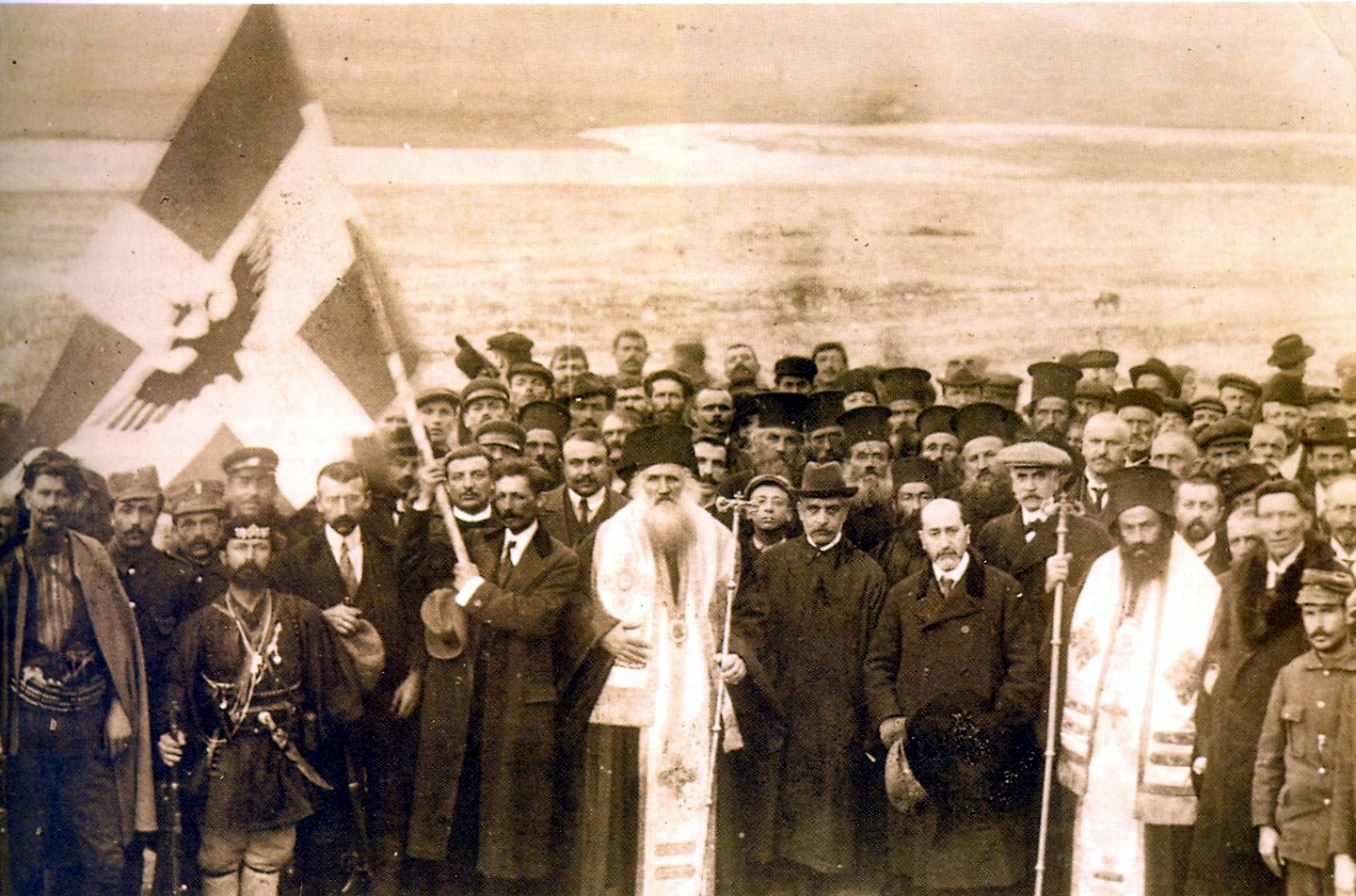
Официальное провозглашение независимости. 1 марта 1914 года, Аргирокастро (ныне Гирокастра). Президент Георгиос Христакис и члены временного правительства Северного Эпира, епископы Василий и Спиридон, местное духовенство, военнослужащие и гражданские лица вместе с флагом Северного Эпира. Позади видна река Дрин.

Такой поворот событий был крайне непопулярным среди греческого населения края. Греки Эпира почувствовали себя обманутыми правительством Греции, потому что правительство не сделало ничего, чтобы поддержать их огнестрельным оружием. В то же время, постепенный вывод греческой армии позволил бы албанским войскам взять под контроль регион. Итак, чтобы предотвратить такую возможность, было решено объявить о своей независимости. Георгиос Христакис-Зографос, выдающийся государственный деятель Эпира и бывший министр иностранных дел Греции, вместе с представителями местных греков в «Общеэпирских советах», 28 февраля 1914 года провозгласил Автономную Республику Северного Эпира со столицей в Аргирокастроне (греч. Αργυρόκαστρον, сегодня Гирокастра). Сформировав Временное правительство, Георгиос Христакис-Зографос стал президентом.
Флаг нового государства явился вариантом греческого национального флага, он состоял из белого креста в центре на синем фоне и был увенчан императорским византийским орлом чёрного цвета.
Полковник Димитриос Дулис подал в отставку со своего поста в греческой армии и присоединился к временному правительству в качестве военного министра. С первых же дней ему удалось мобилизовать армию, состоявшую из более чем 5 000 бойцов. Кроме того, местный епископ Василий (Папахристу) занял пост министра религии и юстиции. Вскоре были сформированы вооружённые группы, вроде «Священного отряда», для противодействия любому вторжению на территорию автономного правительства. Первые районы, которые присоединились к автономистскому движению за пределами Гирокастра, были Химара, Саранда и Пермет.

### Реакция Греции и эвакуация

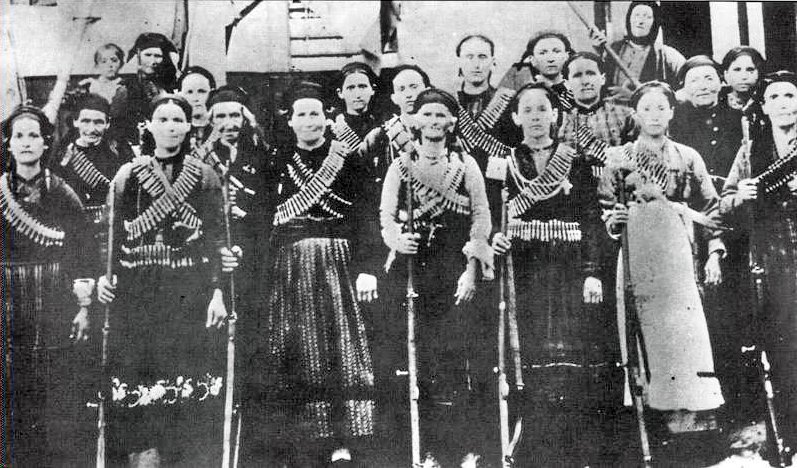
Военный отряд эпирских женщин. Август 1914, Гирокастра

Греческое правительство не желало предпринимать любые открытые инициативы в поддержку восстания. Военные и политические деятели продолжали проведение медленного процесса эвакуации, который начался в марте и закончился 28 апреля. Официально любые формы сопротивления были запрещены, великие державы и Международная контрольная комиссия предоставили гарантии обеспечения прав местных греков. После провозглашения в Гирокастре независимости, Зографос направил предложение представителям местных органов в Корче присоединиться к движению, но греческий военный комендант города, полковник Александрос Кондулис, чётко выполнял указания Афин — объявил военное положение, угрожая застрелить любого гражданина, который поднимет флаг Северного Эпира. Когда в Колёне местный епископ Спиридон провозгласил автономию, Кондулис немедленно его арестовал и выслал из страны.
1 марта Кондулис вывел подчинённые ему греческие войска из края и передал власть албанской жандармерии, состоявшей в основном из бывших дезертиров из Османской армии под командой голландских и австрийских офицеров. 9 марта греческий флот блокировал порт Тирану — один из первых городов, присоединившихся к автономистскому движению. Были также отдельные стычки между греческой армией и эпирскими подразделениями с небольшими потерями с обеих сторон

### Переговоры и вооружённый конфликт
После вывода греческой армии вспыхнул вооруженный конфликт между албанскими и североэпирскими войсками. В регионах Гирокастра, Химара, Саранда и Дельвина автономистским силам удалось успешно разоружить албанскую жандармерию и албанские иррегулярные формирования. С другой стороны, Зографос, понимая, что великие державы не одобрят присоединение Северного Эпира к Греции, предложил три возможных дипломатических решения:
- Полная автономия под номинальным суверенитетом Княжества Албания.
- Административная и кантональная система автономии.
- Прямой контроль и управление европейскими государствами.

7 марта принц Вильгельм Вид прибыл в Албанию, в это время шли ожесточённые бои севернее Гирокастра, в области Цепо, где албанская жандармерия безуспешно пыталась развить наступление на юг. 11 марта состоялась попытка урегулирования при посредничестве голландского полковника Томсона на острове Корфу. Албанская сторона была готова принять ограниченную автономию Северного Эпира, но Карапанос настаивал на полной автономии, что было отклонено албанской делегацией, и переговоры зашли в тупик. Между тем северноэпирские войска захватили Эрсеку и продолжили наступление на Фрашери и Корчу.
В то же время Международная контрольная комиссия решила вмешаться для предотвращения дальнейшей эскалации вооруженного конфликта. 6 мая Зографос получил сообщение о начале переговоров на новой основе. Зографос принял предложение, и перемирие было объявлено на следующий день. На время прекращения огня был получен приказ войскам Северного Эпира занять возвышенность Морава, доминирующую над Корчей, что делало сдачу албанского гарнизона в городе неизбежной.

## Признание автономии и начало Первой мировой войны

### Корфский протокол
Переговоры проводились на острове Корфу, где 17 мая 1914 года представители Албании и Северного Эпира подписали соглашение, известное как Корфский протокол. По его условиям две провинции, Корчи и Гирокастра, получали полную автономию (corpus separatum) под номинальным суверенитетом албанского князя Вильгельма Вида. Албанское правительство имело право назначать и увольнять губернаторов и высших чиновников, опираясь на мнение местного населения. Другими пунктами были: пропорциональный набор коренных жителей в местную жандармерию и запрет нахождения в регионе военных отрядов, набранных не из местного населения. В православной школе греческий язык должен быть единственным языком обучения, за исключением первых трех классов. Греческий язык становился также равноправным с албанским в официальной сфере. Привилегии османской эпохи в Химаре восстанавливались, в качестве «капитана» (правителя) на 10 лет назначался иностранец[уточнить].
Выполнение и соблюдение протокола было возложено на Международную контрольную комиссию, а также организации государственного управления и отделы юстиции и финансов в регионе. Создание и подготовка местной жандармерии должны были проводиться голландскими офицерами.
Договор был ратифицирован Протоколом представителей великих держав в Афинах 18 июня и албанским правительством 23 июня. Учредительное собрание Эпира в Дельвине также утвердило условия протокола, хотя делегаты Химары протестовали, утверждая, что только союз с Грецией может дать жизнеспособное решение. В начале июля города Тепелена и Корче (8 июля) перешли под контроль временного правительства Северного Эпира.

### Нестабильность и отмены
Вскоре после начала Первой мировой войны ситуация в Албании дестабилизировалась и возник политический хаос. В то время страна была рассечена на ряд краевых правительств. Из-за анархии в центральной и северной Албании мир не был полностью восстановлен, несмотря на Корфский протокол, возникали спорадические вооружённые конфликты. Принц Вильгельм покинул страну 3 сентября; на следующий день эпирские войска, без одобрения со стороны временного правительства, начали атаку на албанский гарнизон в Берате, и им удалось захватить за несколько дней его цитадель.
Премьер-министр Греции Элефтериос Венизелос был обеспокоен этими событиями, особенно из-за возможности дестабилизации ситуации за пределами Албании и провоцирования более широкого конфликта. 27 октября, после получения согласия великих держав, греческие войска (V армейский корпус) пересекли южную албанскую границу в конце октября 1914 года, вновь заняв всю южную Албанию, кроме Влёры, и установив военную администрацию. Временное правительство официально прекратило своё существование, заявив, что оно достигло своей цели.

## Послесловие
Греческая администрация во время Первой мировой войны договорилась с Грецией, Италией и великими державами, что окончательное урегулирование вопроса Северного Эпира следует оставить на будущее, после окончания войны. В августе 1915 года Элефтериос Венизелос заявил в греческом парламенте, что «только из-за колоссальной ошибки» можно было отделить область от Греции. После отставки Венизелоса в декабре следующее правительство роялистов воспользовалось ситуацией и формально включило регион в состав греческого государства. В первые месяцы 1916 года жители Северного Эпира участвовали в греческих выборах и избрали 16 представителей в греческий парламент. В марте было официально объявлено об объединении региона с Грецией, область была разделена на префектуры Аргирокастро и Корица
Национальный раскол и разрушение сербского фронта привели к итальянской (в Гирокастра) и французской (в Корче) военной оккупации с сентября 1916 года. В послевоенный период автономистское движение только усилилось.
В соответствии с положениями Парижской мирной конференции, Северный Эпир должен был отойти к Греции, но из-за политических событий, таких как поражение Греции в греко-турецкой войне и сильное влияние Италии в пользу Албании, область отошла к Албании в 1921 году.
В феврале 1922 года парламент Албании утвердил Декларацию прав меньшинств. Тем не менее, Декларация, в отличие от протокола Корфу, признавала права нацменьшинств только на ограниченной территории (части районов Гирокастра, Саранда и 3 села у Химары), без осуществления любых форм местного самоуправления. Как прямое следствие этого, все греческие школы в крае были под давлением власти закрыты к 1935 году, в нарушение обязательств, принятых правительством Албании перед Лигой Наций. Текущие границы Албании были установлены в 1925 году, и Греция была вынуждена отказаться от своих претензий на Северный Эпир.
В 1960-е годы Никита Хрущёв просил своего албанского коллегу о предоставлении автономии греческого меньшинства, но никаких результатов это не принесло.
В 1991 году, после падения коммунистического режима в Албании, председатель организации греческого меньшинства Омония призвал к автономии Северного Эпира на том основании, что права, предусмотренные албанской конституцией, были весьма хрупкими. Это предложение было отклонено, что сподвигло радикальное крыло меньшинства призвать к союзу с Грецией. Два года спустя председатель Омонии был арестован албанской полицией после того, как публично заявил, что целью греческого меньшинства стало создание автономной области внутри албанских границ, основанной на положениях Корфского протокола.